# Cometa Arend-Roland
O Cometa Arend–Roland foi descoberto no dia 8 de novembro de 1956, pelos astrônomos belgas Sylvain Arend e Georges Roland em placas fotográficas. Como o mesmo foi o oitavo cometa encontrado em 1956, foi nomeado de Arend-Roland 1956h devido aos seus descobridores. Porque era o terceiro cometa a passar pelo periélio durante o ano de 1957, foi então renomeado para 1957 III. Finalmente, recebeu a designação padrão UAI C/1956 R1 (Arend-Roland), com ao 'C/', indicando que ele era um cometa não periódica e o R1 mostrando que o primeiro cometa reportado como descoberto na metade do mês designado por R. O último é equivalente ao período de 1–15 de setembro.

## Características orbitais
A órbita deste cometa tem uma excentricidade de 1,00024 e possui um semieixo maior de 45,000 UA. O seu periélio leva o mesmo a uma distância de 0,31604 UA em relação ao Sol.